# Gas (textil)

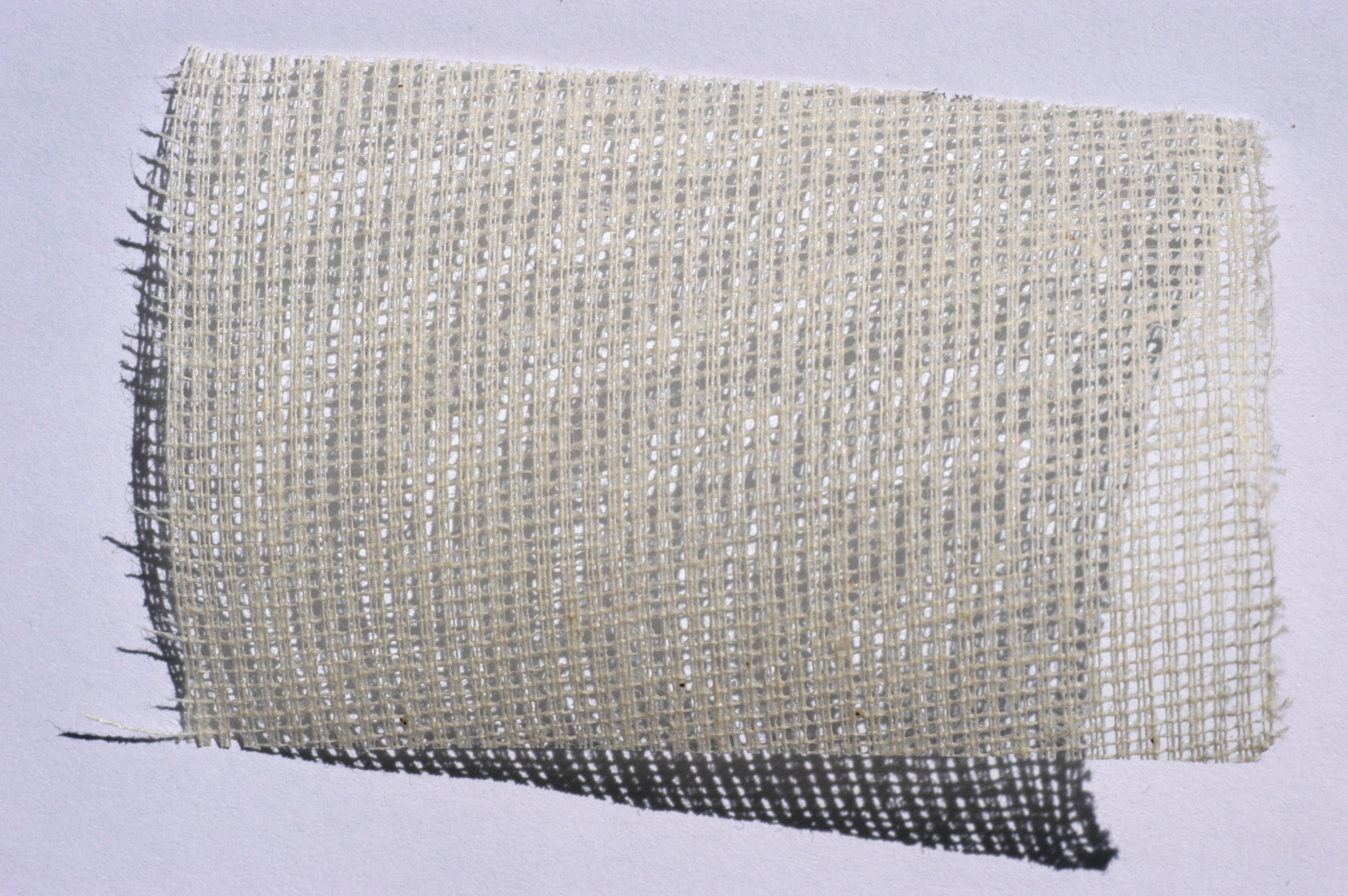
Gasväv

Gas är en gles väv, numera vanligen bomull, men ursprungligen av silke, med flera användningsområden:
I sjukvård används gas för uppsugning av blod och andra kroppsvätskor:
Tuskaftväv, som skäres i långa remsor (utan stadkant) som rullas till gasbindor.
Kortare remsor, hårt hoprullade: tamponger
Större stycken av samma sorts väv som gasbindor, hopvikta i många lager: kompresser.
I heminredning, vävd med slingerbindning, används den bl a till gardiner.